# Janusz Waluszko
Janusz Jany Waluszko (ur. 27 lipca 1962 w Gdańsku) – polski działacz społeczny i publicysta prasy niezależnej, współtwórca Ruchu Społeczeństwa Alternatywnego i Federacji Anarchistycznej. W latach 80. działacz podziemia antykomunistycznego. Jeden z głównych animatorów współczesnego polskiego anarchizmu. Twórca filozofii “metafizyki społecznej”.

## Życiorys
Absolwent gdańskiego I Liceum Ogólnokształcącego im. Mikołaja Kopernika, które ukończył w 1981. W latach 1982–1984 uczęszczał do Policealnego Studium Księgarskiego w Sopocie, w latach 1985–1986 był nauczycielem w Szkole Podstawowej nr 92 na gdańskiej Zaspie (został zwolniony z pracy za odmowę służby wojskowej), a następnie pracownikiem biblioteki Uniwersytetu Gdańskiego. Od 1987 pracuje w Bibliotece Głównej Politechniki Gdańskiej. W 2012 ukończył studia historyczne na Uniwersytecie Gdańskim.
Organizował podziemne spektakle teatralne, działał także na rzecz prawa do odmowy służby wojskowej. Autor i współautor kilku prac (RSA, Sopot 1992, Sarmacja, Mielec 2000 oraz Moje Miasto, Gdańsk 2002) i wielu artykułów publikowanych m.in. w Maci Pariadka, magazynie Obywatel i Innym Świecie. Pełnił funkcję redaktora m.in. w Gilotynie, Homku, Ulicy, LaBestia. Od 1978 tworzy własne pismo pt. NIErząd.
Za działalność w opozycji antykomunistycznej w listopadzie 2013 odznaczony został Krzyżem Wolności i Solidarności.